# Список бомбардирских катеров Российского императорского флота
В список включены все бомбардирские катера, небольшие парусно-гребные суда, состоявшие на вооружении Российского императорского флота.
Бомбардирские катера представляли собой небольшие парусно-гребные суда, которые несли сильное артиллерийское вооружение и предназначались для бомбардировок береговых укреплений и судов противника. В Российском императорском флоте суда данного типа строились в конце XVIII — начале XIX веков и использовались в составе гребных флотилий, действовавших в шхерах, лиманах, устьях рек и прибрежных зонах. Вооружение российских катеров обычно состояло из двух 3-пудовых гаубиц или 2-пудовых единорогов, а также четырёх 6- или 12-фунтовых пушек и фальконетов. На катерах Черноморского флота иногда вместо двух гаубиц или единорогов устанавливалось по одной мортире.

## Легенда
Список судов разбит на разделы по флотам, внутри разделов суда представлены в порядке очерёдности включения их в состав флота, в рамках одного года — по алфавиту. Ссылки на источники информации для каждой строки таблиц списка и комментариев, приведённых к соответствующим строкам, сгруппированы и располагаются в столбце Примечания.
Таблица:
- Наименование — имя судна.
- Количество орудий — количество артиллерийских орудий, установленных на судне.
- Размер — длина и ширина судна в метрах.
- Осадка — осадка судна (глубина погружения в воду) в метрах.
- Количество вёсел — количество вёсел на судне, при их наличии.
- Экипаж — количество членов экипажа.
- Верфь — верфь постройки судна.
- Корабельный мастер — фамилия мастера, построившего судно.
- Год включения в состав флота — год спуска на воду.
- Дата вывода из состава флота — дата завершения службы в составе флота.
- История службы — основные места и события.
- н/д — нет данных.

Сортировка может проводиться по любому из выбранных столбцов таблиц, кроме столбцов История службы и Примечания.

## Катера Балтийского флота
В разделе приведены все бомбардирские катера, входившие в состав Балтийского флота России.
| Наименование     | Ор.                                                                  | Размер                                                               | Ос.                                                                  | Вс.                                                                  | Эк.                                                                  | Верфь                              | Мастер                                                            | Вх.             | Вых. | История службы | Прим.                   |
| ---------------- | -------------------------------------------------------------------- | -------------------------------------------------------------------- | -------------------------------------------------------------------- | -------------------------------------------------------------------- | -------------------------------------------------------------------- | ---------------------------------- | ----------------------------------------------------------------- | --------------- | ---- | --- | ----------------------- |
| № 1              | 16                                                                   | 17,1 x 6,3                                                           | 2                                                                    | 22                                                                   | 76                                                                   | Галерная верфь                     | Поспелов                                                          | 1788            | 1790 | Принимал участие в русско-шведской войне 1788—1790 годов, действовал в шхерах у Фридрихсгама, участвовал в первом Роченсальмском сражении, занимал позицию на Северном фарватере Кронштадта с целью защиты Сестрорецка, участвовал в сражении у Биорке-зунде и преследовании судов противника. По одним данным погиб, по другим был захвачен шведами во втором Роченсальмском сражении. Спастись удалось 27-ми членам экипажа. | [ 3 ] [ 4 ] [ 5 ]       |
| № 2              | 16                                                                   | 17,1 x 6,3                                                           | 2                                                                    | 22                                                                   | 76                                                                   | Галерная верфь                     | Поспелов                                                          | 1788            | 1790 | Принимал участие в русско-шведской войне 1788—1790 годов, действовал в шхерах у Фридрихсгама, участвовал в первом Роченсальмском сражении, занимал позицию на Северном фарватере Кронштадта с целью защиты Сестрорецка, участвовал в сражении у Биорке-зунде и преследовании судов противника. По одним данным погиб, по другим был захвачен шведами во втором Роченсальмском сражении. Спастись удалось 21-му члену экипажа.  | [ 3 ] [ 4 ] [ 5 ]       |
| № 3              | 16                                                                   | 17,1 x 6,3                                                           | 2                                                                    | 22                                                                   | 76                                                                   | Галерная верфь                     | Поспелов                                                          | 1788            | 1790 | Принимал участие в русско-шведской войне 1788—1790 годов, действовал в шхерах у Фридрихсгама, участвовал в первом Роченсальмском сражении, занимал позицию на Северном фарватере Кронштадта с целью защиты Сестрорецка, участвовал в сражении у Биорке-зунде и преследовании судов противника. По одним данным погиб, по другим был захвачен шведами во втором Роченсальмском сражении. Спастись удалось двум членам экипажа.  | [ 3 ] [ 4 ] [ 5 ]       |
| Гекла            | 16                                                                   | 17,1 x 6,3                                                           | 2                                                                    | 22                                                                   | 76                                                                   | Галерная верфь                     | Поспелов                                                          | 1788            | н/д  | Принимал участие в русско-шведской войне 1788—1790 годов, действовал в шхерах у Фридрихсгама, участвовал в первом и втором Роченсальмском сражениях, занимал позицию на Северном фарватере Кронштадта с целью защиты Сестрорецка, участвовал в сражении у Биорке-зунде и преследовании судов противника. В 1791 году выходил в практическое плавание в составе гребного флота.                                                 | [ 3 ] [ 5 ] [ 6 ]       |
| Гремящий         | 6                                                                    | 20,9 x 7,6                                                           | 2,3                                                                  | 20                                                                   | н/д                                                                  | Санкт-Петербургское адмиралтейство | А. М. Курочкин                                                    | 1792            | н/д  | В 1793, 1798 и 1800 годах выходил в крейсерские плавания в Финский залив в составе гребного флота. В 1801 и 1803 годах находился на Кронштадтском рейде, том числе в 1801 году занимал позицию на южном фарватере для защиты острова Котлин. | [ 3 ] [ 5 ] [ 7 ] [ 8 ] |
| Непобедимый      | 6                                                                    | 20,9 x 7,6                                                           | 2,3                                                                  | 20                                                                   | н/д                                                                  | Санкт-Петербургское адмиралтейство | А. М. Курочкин                                                    | 1793            | н/д  | В 1798 году выходил в учебное плавание в шхеры в составе гребной флотилии. В 1799 и 1800 годах нёс брандвахтенную службу у Фридрихсгама. В 1801 году занимал позицию на Северном фарватере Кронштадта для обороны острова Котлин и защиты морских подступов к столице. | [ 3 ] [ 5 ] [ 8 ] [ 9 ] |
| Этна             | 6                                                                    | 20,9 x 7,6                                                           | 2,3                                                                  | 20                                                                   | н/д                                                                  | Санкт-Петербургское адмиралтейство | А. М. Курочкин                                                    | 1794            | 1802 | В 1798 году выходил в учебное плавание в шхеры в составе гребной флотилии. В 1801 году совершал плавания между Кронштадтом и Роченсальмом, а также занимал позицию на южном фарватере Кронштадта для защиты острова Котлин. По окончании службы разобран в Кронштадте. | [ 3 ] [ 5 ] [ 8 ] [ 9 ] |
| Сопка            | 6                                                                    | 20,9 x 7,6                                                           | 2,3                                                                  | 20                                                                   | н/д                                                                  | Санкт-Петербургское адмиралтейство | А. М. Курочкин                                                    | 1794            | 1805 | В 1798 году выходил в учебное плавание в шхеры в составе гребной флотилии. С 1801 по 1805 год находился на Кронштадтском рейде, в том числе в 1801 году занимал позицию на южном фарватере для защиты острова Котлин. По окончании службы разобран в Кронштадте. | [ 3 ] [ 5 ] [ 8 ] [ 9 ] |
| Без наименования | Сведений о вооружении, конструкции и экипажах катеров не сохранилось | Сведений о вооружении, конструкции и экипажах катеров не сохранилось | Сведений о вооружении, конструкции и экипажах катеров не сохранилось | Сведений о вооружении, конструкции и экипажах катеров не сохранилось | Сведений о вооружении, конструкции и экипажах катеров не сохранилось | Галерная верфь                     | Сведений о корабельных мастерах, строивших катера, не сохранилось | Спущены не были | 1799 | Разобраны на стапелях без спуска на воду. | [ 3 ] [ 10 ]            |
| Без наименования | Сведений о вооружении, конструкции и экипажах катеров не сохранилось | Сведений о вооружении, конструкции и экипажах катеров не сохранилось | Сведений о вооружении, конструкции и экипажах катеров не сохранилось | Сведений о вооружении, конструкции и экипажах катеров не сохранилось | Сведений о вооружении, конструкции и экипажах катеров не сохранилось | Галерная верфь                     | Сведений о корабельных мастерах, строивших катера, не сохранилось | Спущены не были | 1799 | Разобраны на стапелях без спуска на воду. | [ 3 ] [ 10 ]            |

## Катера Черноморского флота
В разделе приведены все бомбардирские катера, входившие в состав Черноморского флота России. Сведений о количестве вёсел и численности экипажей черноморских катеров не сохранилось.
| Наименование | Ор. | Размер      | Ос. | Верфь                | Мастер          | Вх.  | Вых. | История службы | Прим.               |
| ------------ | --- | ----------- | --- | -------------------- | --------------- | ---- | ---- | --- | ------------------- |
| Александр    | 6   | 17,1 x 5,8  | 2   | Херсонская верфь     | С. И. Афанасьев | 1788 | н/д  | С 1794 по 1798 ежегодно выходил в плавания в Чёрное море в составе гребной флотилии. | [ 7 ] [ 11 ] [ 12 ] |
| Андрей       | 6   | 12,8 x 5,3  | 1,6 | Херсонская верфь     | С. И. Афанасьев | 1788 | н/д  | Сведений о плаваниях не сохранилось. | [ 7 ] [ 11 ] [ 12 ] |
| Григорий     | 6   | 23,8 x 6,1  | 1,5 | Херсонская верфь     | С. И. Афанасьев | 1788 | н/д  | С 1792 по 1794 ежегодно выходил в плавания в Чёрное море в составе гребной флотилии. | [ 7 ] [ 11 ] [ 12 ] |
| Кир          | 6   | 18,3 x 5,3  | 2,2 | Кременчугская верфь  | Торошилов       | 1788 | н/д  | В составе гребной флотилии генерал-майора О. М. де Рибаса принимал участие в русско-турецкой войне 1787—1791 годов, в том числе в бою с турецкой гребной флотилией, боях за крепости Тульча и Исакча, в бомбардировке и последующем штурме Измаила. В 1794 и 1795 годах выходил в плавания в Чёрное море в составе гребной флотилии.         | [ 7 ] [ 11 ] [ 12 ] |
| Кирилл       | 6   | 17,1 x 6,4  | 2,1 | Херсонская верфь     | С. И. Афанасьев | 1788 | н/д  | С 1794 по 1798 ежегодно выходил в плавания в Чёрное море в составе гребной флотилии. | [ 7 ] [ 11 ] [ 12 ] |
| Ксенофонт    | 5   | 16,8 x 15,5 | 1,8 | Кременчугская верфь  | Торошилов       | 1788 | н/д  | В составе гребной флотилии генерал-майора И. М. де Рибаса принимал участие в русско-турецкой войне 1787—1791 годов, в том числе в бою с турецкой гребной флотилией, боях за крепости Тульча и Исакча, в бомбардировке и последующем штурме Измаила. С 1793 по 1795 год ежегодно выходил в плавания в Чёрное море в составе гребной флотилии. | [ 7 ] [ 11 ] [ 12 ] |
| Никифор      | 6   | 17,1 x 5,6  | 2,3 | Херсонская верфь     | С. И. Афанасьев | 1788 | н/д  | В 1793 и 1794 годах совершал плавания между Очаковом и Николаевом. | [ 7 ] [ 11 ] [ 12 ] |
| Степан       | 6   | 18,3 x 5,3  | 2,2 | Херсонская верфь     | С. И. Афанасьев | 1788 | н/д  | В 1794 году выходил в плавания в Днепровский лиман. В 1796 и 1797 годах нёс брандвахтенную службу в Николаеве. | [ 7 ] [ 11 ] [ 12 ] |
| Христофор    | 6   | 13,7 x 5,2  | 1,8 | Херсонская верфь     | С. И. Афанасьев | 1788 | 1804 | С 1793 по 1800 год ежегодно выходил в плавания в Чёрное море в составе гребной флотилии. По окончании службы разобран в Николаеве. | [ 7 ] [ 11 ] [ 12 ] |
| Гром         | 5   | 17,1 x 5,2  | 2,4 | верфь в городе Галац | И. Должников    | 1791 | н/д  | С 1793 по 1798 год ежегодно выходил в плавания в Чёрное море в составе гребной флотилии. | [ 7 ] [ 11 ] [ 12 ] |

- Алексей Кузьменко, «Взятие Измаила 11 декабря 1790 года».
- Штурм Измаила вид с речной стороны[комм. 10]
- Взятие крепости Измаил[комм. 11]

### Комментарии
1. 1 2 3 4  Катера № 1—4 строились по одному проекту, тип «Номерной». Катер № 4 в 1791 году был переименован в «Геклу».
2. ↑  Две 3-пудовых гаубицы, четыре единорога и десять фальконетов.
3. ↑  Из них 44 солдата в качестве гребцов.
4. 1 2 3 4  Катера «Гремящий», «Непобедимый», «Этна» и «Сопка» строились по одному проекту, тип «Гремящий».
5. ↑  Заложен в 1795 году.
6. ↑  Или № 8.
7. ↑  Или № 7.
8. 1 2  Одна 5-пудовая мортира и четыре 6-фунтовых пушки.
9. ↑  Или «Стефаний».
10. ↑  Рисунок из книги Н. Орлова «Штурм Измаила Суворовым в 1790 году». Снят с картона из коллекции Дашкова.
11. ↑  Рисунок из книги Н. Орлова «Штурм Измаила Суворовым в 1790 году». Сделан с гравюры из коллекции Дашкова.